# Баст, Эрнульф
Эрнульф Бьярне Баст (норв. Ørnulf Bjarne Bast; 25 января 1907, Христиания — 28 октября 1974, Раккe) — норвежский скульптор и художник. Являлся одним из ведущих норвежских скульпторов XX века.

## Жизнь и творчество
Эрнульф Бьярне Баст родился в Осло в семье Хальстена Андерсена Баста Бирклунда (норв. Halsten Andersen Bast Birklund; 1870—1952) и Иды Матильды Кристенсен (норв. Ida Mathilde Kristensen; 1870—1960).
Живопись и скульптуру Баст изучал сначала в Государственной школе ремесел и художественных промыслов под руководством Торбьёрна Альвсакера в 1927 году, затем с 1928 по 1930 в Национальная академия изящных искусств в Осло у профессора Вильгельма Расмуссена. Ещё в годы студенчества совершил несколько учебных путешествий, в том числе во Францию с 1928 по 1929 год, а затем в Великобританию, Германию, Грецию, Италию, Испанию и Северную Африку, включая Египет и Марокко, с 1930 по 1932 годы, а потом ещё одно путешествие в Париж в 1937 году. Путешествие по Северной Африке в дальнейшем нашло отражение в его творчестве, где встречались мотивы традиционных орнаментов и цветов этих стран.
Баст был активным членом различных организаций художников и скульпторов и входил в состав жюри нескольких норвежских конкурсов. Он получил Золотую Королевскую медаль за заслуги перед королевством в 1950 году.
Автор статуэтки жеребёнка, которая вручается Норвежской ассоциацией литературных переводчиков лауреатам Бастианской премии за лучший перевод на норвежский язык.
В 1948 году Эрнульф издал ограниченным тиражом книгу «Ночные бабочки» (норв. Nattsvermere), иллюстрированную его собственными оригинальными офортами. В том же году книга получила награду «Самая красивая книга года». Позже, в 1964 году, Баст опубликовал книги «Лунатик в доме детства» (норв. Søvngjenger i barndommens hus) и «Синие утренние облака», которые также обращались к сюрреалистическому миру снов.
Женился в 1940 году на Лайле Тересии фон Ханно (норв. Lajla Theresia von Hanno; 1921—2010), и у пары было четверо детей: Эвен Баст (1942—2008), Дивеке Баст (1948), Иселин Баст, художница (1950) и Хальштейн Баст, политик (1955). Во время оккупации Норвегии нацистской Германией Баст и его жена на какое-то время предоставили свою квартиру подпольщикам из норвежского движения сопротивления. С 1947 года до самой своей смерти в 1974 году Эрнульф Баст постоянно проживал летом в усадьбе Фуглевик возле Ракке в Брунланесе, к югу от Ларвика, где у него также была его студия.

## Избранные работы
Среди наиболее известных работ скульптора следует отметить:
- Бронзовые львы возле художественной галереи «Kunstnernes Hus» в Осло (1930—1931)
- Бронзовая дверь с рельефами в Norges Bank в Йёвике (1933—1934)
- Памятник компании Боррегорд в Сарпсборге (1936—1939)
- Фонтан Святому Хальварду в Драммене (1940—1952)
- Скульптура «Молодая женщина» (норв. Ung kvinne) парке Св. Хансхёугена в Осло (1946—1947)
- Скульптура «Сестры-близнецы» (норв. Tvillingsøstrene) в Копенгагене (1947—1949)
- Фонтан с бронзовой группой «Вечная жизнь» (норв. Evig liv) на площади Сехестеда в Осло (1947—1949)
- Памятник «Две сестры» (норв. To søstre) в Копенгагене
- Скульптура «Выбор короля» (норв. Kongens nei) в Эльверуме (1949—1950)
- Памятник путешественнику перед железнодорожной станцией Østbanestasjonen в Осло
- Статуя «Жеребёнок» (норв. Fole) на Биркелунден в Осло (1953)
- Военный мемориал павшим морякам перед церковью в Ставерне (1948—1949)
- Скульптура мальчика в пруду Киркедаммен в Ставерне (1948—1949)
- Скульптура девушки в парке в Ставерне (1948—1949)
- Памятник норвежскому поэту Герману Вилдэнви в Ставерне (1965—1967)
- Памятник Кристиану Биркеланду в Нутоддене (1960)
- Скульптура «Превращения Ники Самофракийской» (норв. Metamorfose av Nike fra Samothrake) в Университете Св. Лаврентия в Ванкувере в Канаде (1966—1967)
- Skogsarbeideren в Эльверум (1967—1968)
- Памятник королю Хокону VII в крепость Вардохус в Вардё (1969)
- Памятник Эйнару Скьеросену в Трюсиль (1970)
- Скульптура «Девушка с птицей» (норв. Pike med fugl) в Осло (1977)
- Две идентичные бронзовые статуи «Норвежская леди», установленные в Моссе, Норвегия и Вирджиния-Бич, США (1962)

Всего Эрнульф Баст создал около 250 скульптур, памятников и бюстов, почти 1200 картин и 31 литографию.

## Галерея

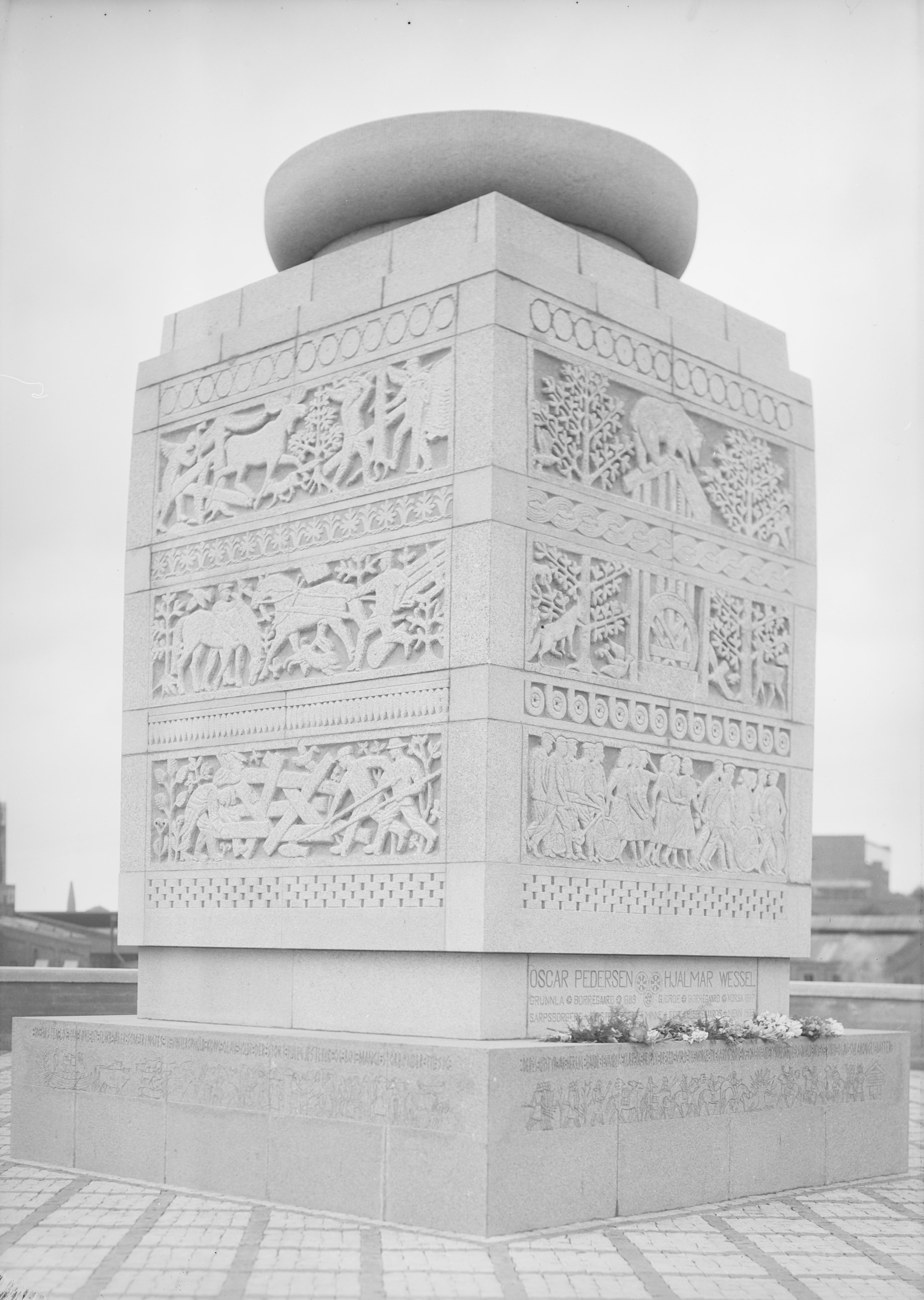
Памятник компании Боррегорд в Сарпсборге
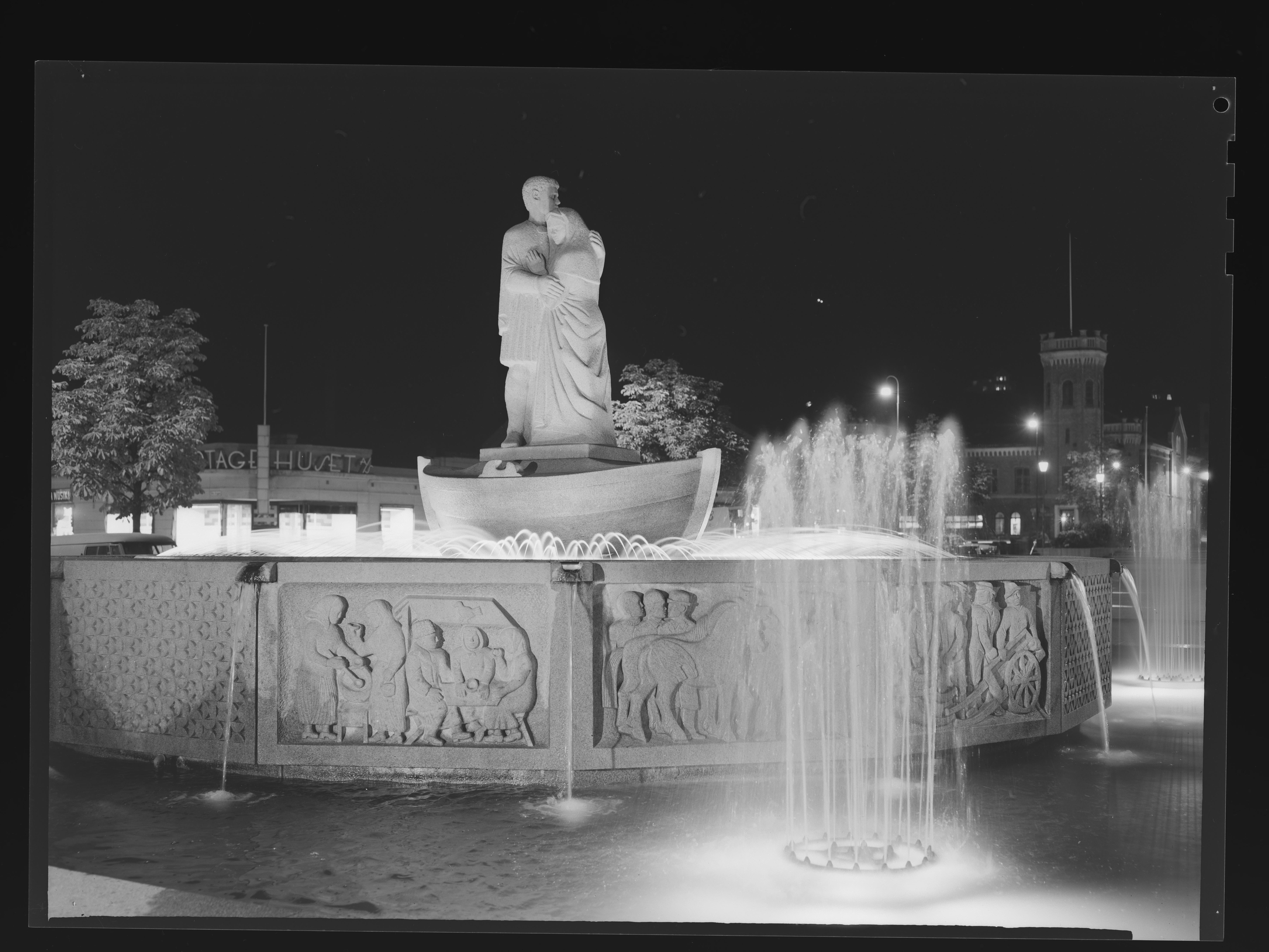
Фонтан Святомого Хальварда в Драммене
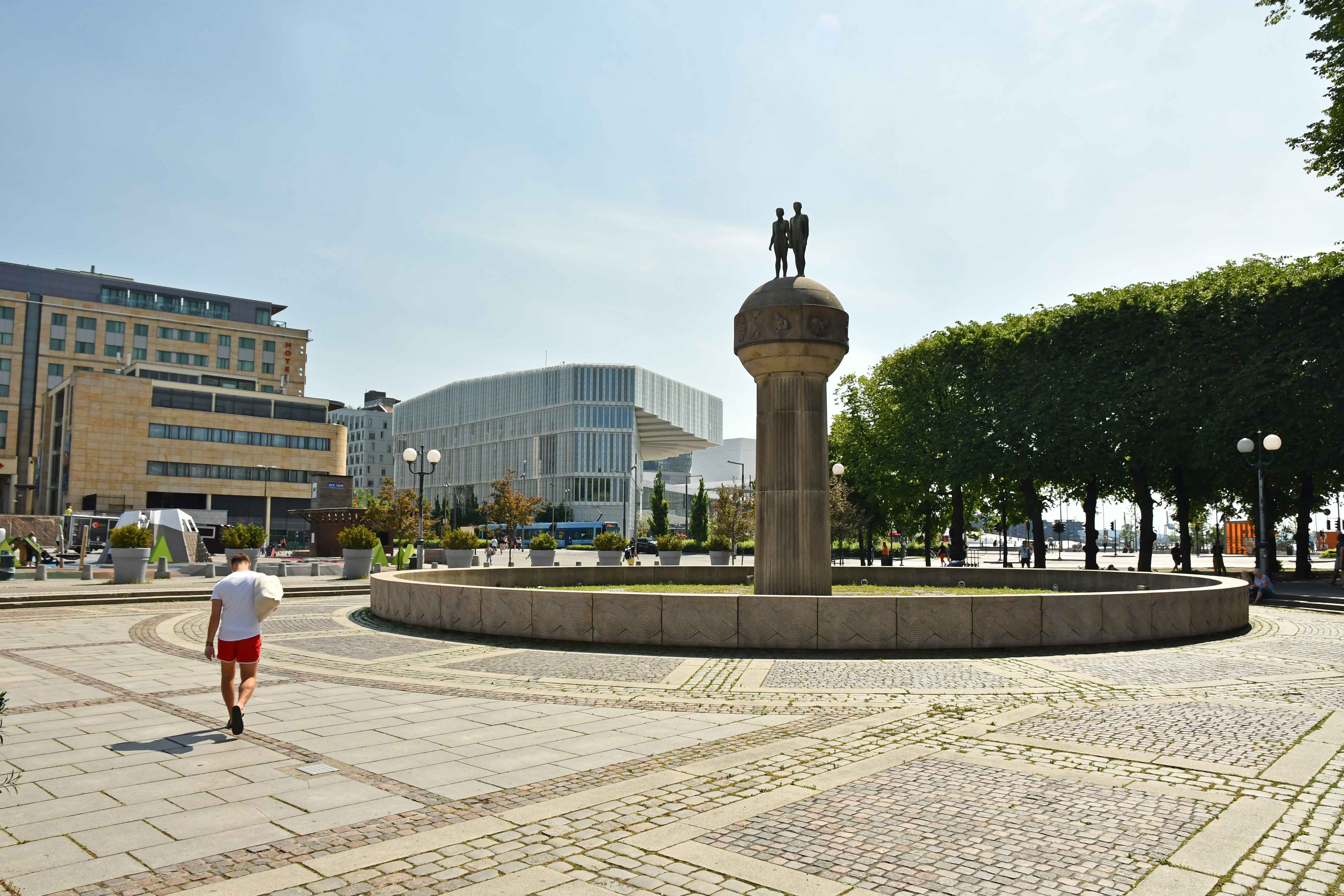
Фонтан «Солнце и Земля» из камня и бронзы на площади Кристиана Фредерика в Осло
Статуэтка вручаемая лауреатам Бастианской премии
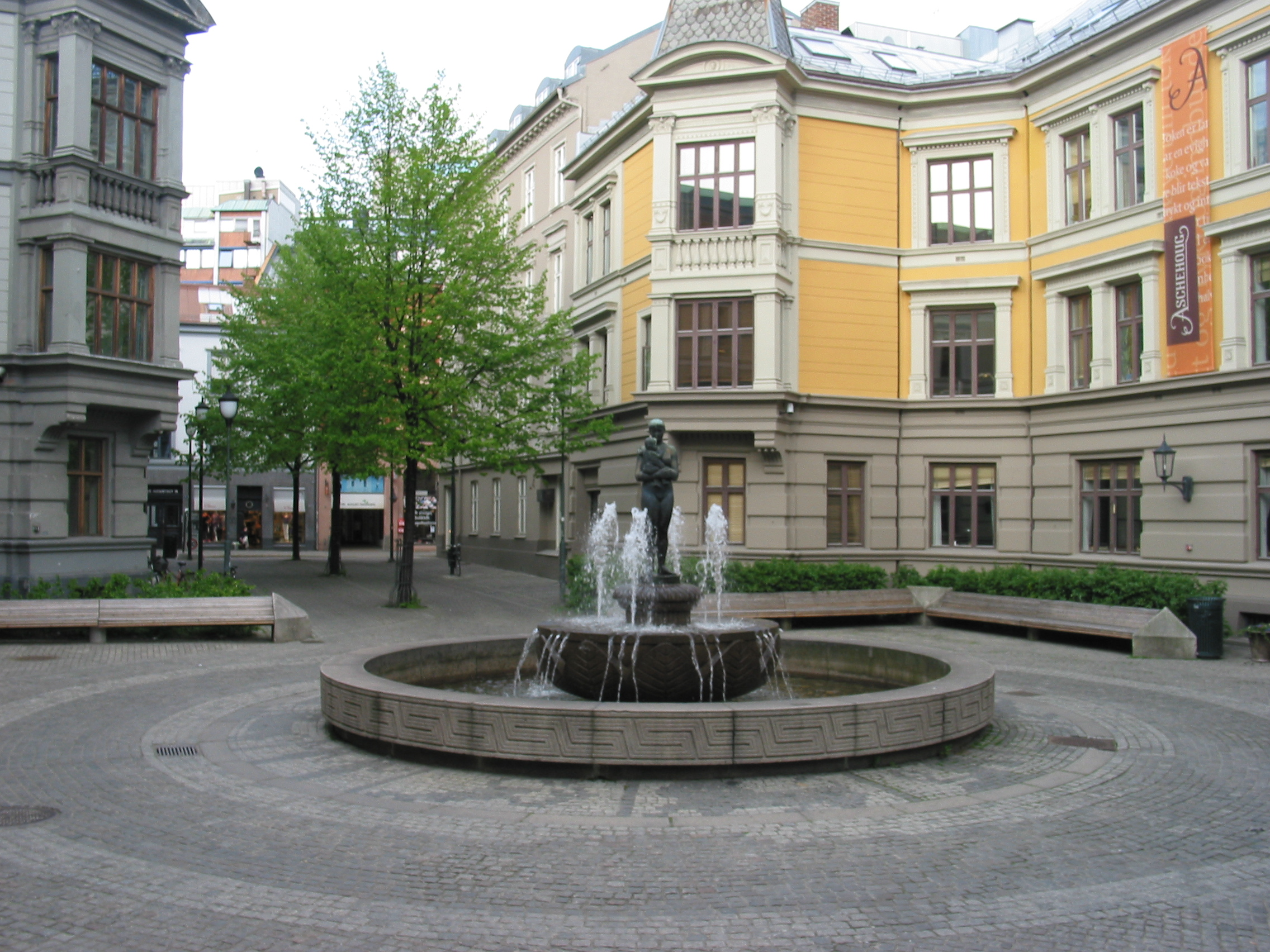
Фонтан «Вечная жизнь» на площади Сехестеда в Осло
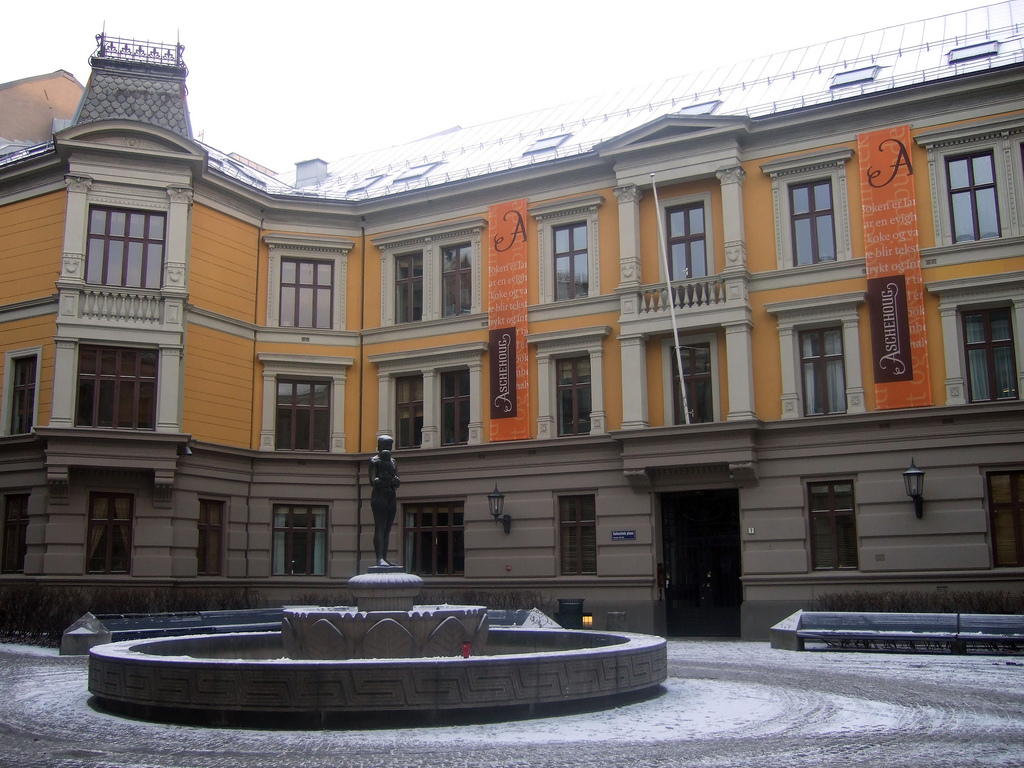
Фонтан «Вечная жизнь» на площади Сехестеда в Осло